# Erik Nilsson
Erik Nilsson (Malmö, 6 agosto 1916 – Höllviken, 9 settembre 1995) è stato un calciatore svedese.

## Carriera
Nilsson giocò nelle giovanili del Limhamns IF, prima di approdare al Malmö FF dove ottenne numerosi successi. In carriera rigettò l'offerta, da parte del Milan, di giocare in Serie A.
Nilsson giocò anche 57 partite nella Nazionale svedese con cui vinse le Olimpiadi nel 1948 e inoltre, è insieme ad Alfred Bickel uno dei due giocatori ad aver disputato una partita dei mondiali prima e dopo la seconda guerra mondiale.
Nel 1950, ottenne la Guldbollen come miglior calciatore svedese. Dal 2003, è nella SFS Hall of Fame.

## Palmarès

### Club
- Allsvenskan: 5

Malmö FF: 1943-1944, 1948-1949, 1949-1950, 1950-1951, 1952-1953
- Svenska Cupen: 5

Malmö FF: 1944, 1946, 1947, 1951, 1953

### Nazionale
- Oro olimpico: 1

1948
- Bronzo olimpico: 1

1952